# مرغ توفان دم‌چنگالی
مرغ توفان دم‌چنگالی(نام علمی: Oceanodroma furcata) نام یک گونه از سرده اقیانوس‌روها است.